# آرثر آي. ميلر
آرثر آي. ميلر (بالإنجليزية: Arthur I. Miller)‏ هو فيزيائي أمريكي، ولد في 6 فبراير 1940.

## وصلات خارجية
- الموقع الرسمي